# Febeapá - O Festival de Besteira que Assola o País
Febeapá - O Festival de Besteira que Assola o País é o título do primeiro livro de uma série de três do autor brasileiro Sérgio Porto, cujo primeiro volume foi publicado originalmente em 1966 e que reúne os textos que ele publicara com o heterônimo de Stanislaw Ponte Preta, criado justamente para escrever as crônicas que revelavam com humor as coisas que ocorriam após o Golpe Militar de 1964, e eram publicadas no jornal Última Hora.
Os três volumes de Febeapá foram, em 2015, reunidos em um só pela editora Companhia das Letras.
Neles Porto/Stanislaw criou expressões que se tornaram gírias de uso por todos e integram o vocabulário corrente, como "cocoroca", "teatro rebolado" ou "redentora" (para designar o regime militar).
As edições seguintes de Febeapá - 2 e 3 - surgiram respectivamente em 1967 e 1968 (ano da morte do autor).

## Contexto histórico
O jornal Última Hora onde "Ponte Preta" publicava suas crônicas havia sido criado durante o segundo governo de Getúlio Vargas, por ideia deste, pelo jornalista Samuel Wainer: com isto o presidente esperava diminuir a forte oposição que os grandes veículos de comunicação vinham lhe dedicando.
Mais tarde, o maior opositor de Getúlio naquele período, Carlos Lacerda, apoiara o golpe de 1º de abril, que levou os militares ao poder; vivia-se em plena guerra fria - a disputa que opunha os países alinhados com os Estados Unidos capitalista, de um lado, e a extinta União Soviética comunista de outro; os novos regimes ditatoriais proliferavam na América Latina, sob o pretexto de combate aos subversivos socialistas e com o patrocínio estadunidense.
Num primeiro momento, o presidente escolhido de forma indireta pelo Congresso Nacional, general Humberto Castelo Branco, prometia fazer do país uma democracia mas, aos poucos, tomou medidas que mergulharam a nação em plena ditadura: perseguiu a pessoas por suas ideologias, extinguiu os partidos políticos e criou o Serviço Nacional de Informações para vigiar os cidadãos, entre outras medidas similares.
Para conseguir estes objetivos, o novo regime colocou pessoas incompetentes em diversos cargos, todas procurando agradar o governo e, assim, cometendo aquilo que o jornalista Sérgio Porto viria a chamar de "festival de besteira". Nessa época, ele e outros tantos jornalistas contrários ao regime se reuniam na redação do Última Hora, no Rio de Janeiro, onde recebiam cartas e notícias que alimentaram as suas crônicas que, sob o heterônimo de Stanislaw Ponte Preta, demonstrava os erros do poder de forma irônica, especialmente contra Lacerda que era governador do então estado da Guanabara.

## Conteúdo do primeiro livro
No primeiro volume do Febeapá, Porto reuniu 51 de suas crônicas publicadas entre 1965 e 1966, numa coluna intitulada "Fofocalizando"; nelas criticava, de modo irônico, as ações de militares, políticos e socialites do país.
Nesta obra ele criou personagens cheias de malícia, como a tia Zulmira, ela mesma participante do "festival de besteira". E o próprio "festival" se compunha de notícias verdadeiras que chegavam ao repórter que, em seguida, as incorporava aos seus textos.
Um exemplo foi o caso de uma turista russa que, indo para o Uruguai, fora detida no Aeroporto do Galeão porque tinha uma protuberância estranha sob o vestido; criou-se um incidente até que se descobriu que a mulher, na verdade, tinha um defeito físico nas nádegas, que se acentuava quando andava - sobre isso, Ponte Preta publicou a nota com o seguinte título: “Respeitem ao Menos a Região Glútea”.
Num outro caso, ele atacou um jornalista desafeto que tentava colaborar com o governo (conservou-se os erros propositais do autor e neologismos): 
"O contingente da DOPS que atua no Aeroporto do Galeão – não é pra me gambá – é dos que mais têm contribuído para o Festival de Besteira que Assola o País. Já recentemente tentou prender um diplomata russo que estava no Brasil há dois anos, baseando-se numa informação de Ibraim Sued de que o cara tinha sido expulso dos Estados Unidos há seis meses, como espião soviético. O elemento da DOPS que comandou a operação foi Murilo Néri, coleguinha de Ibraim na TV Rio e que, animado pelo fogo patriótico, esqueceu um detalhe importante: um cara que está no Brasil há dois anos não pode ser expulso dos Estados Unidos há seis meses. Essa mancada, aliás, foi merecedora de cobertura completa da Pretapress."
No prefácio Porto já citara Ibrahim Sued, ao lembrar que este começara seu programa de televisão anunciando que "Estarei aqui diariamente às terças e quintas" como exemplo dos absurdos que o país vivia em todos os setores - e citando casos como o do prefeito de Petrópolis, cidade serrana do Rio de Janeiro, que baixara normas para banhos de mar.
Um delegado em Minas Gerais proibira mulheres com pernas de fora em bailes de carnaval para evitar "fantasias que ofendam as Forças Armadas”, Porto conclui: "como se perna de mulher alguma vez na vida tivesse ofendido as armas de alguém!"
Os absurdos praticados beiravam o ridículo: “estreou no Teatro Municipal de São Paulo a peça clássica ‘Electra’, tendo comparecido ao local alguns agentes do DOPS para prender Sófocles, autor da peça e acusado de subversão”.

## Volumes 2 e 3
No prefácio do volume 2, Porto assinalou o grande sucesso de venda que fora do primeiro - uma vendagem de 37 mil exemplares, que surpreendera o mercado editorial.
O segundo volume traz 34 capítulos, enquanto o terceiro contém 79 das "besteiras" que compõem o "festival".

## Crítica
Em 2001 Célia Siqueira Farjallat registrou que o livro é "repleto de piadas reais, inteligentes e divertidíssimas", e que os casos reunidos a partir das notícias "foram colecionados por Stanislaw com argúcia sem igual".
Álvaro Costa e Silva da Folha de S.Paulo diz que "a diversidade de abordagens e sobretudo o estilo de Stanislaw Ponte Preta permitem que o leitor percorra suas páginas dando um sorriso discreto aqui, uma gargalhada estrondosa ali"; apesar de publicado originalmente em 1966 desde 1953 o personagem criado por Sérgio Porto publicava nos jornais e, mesmo havendo morrido em 1968 isto "não quer dizer que os obtusos de plantão não tenham existido antes nem continuado a existir depois." O crítico nota que a obra, criada para ser um "anti-clássico", acabou por se tornar um clássico e seu ao autor foi, ao lado de Millôr Fernandes, Rubem Braga e Antônio Maria responsável pela mudança da linguagem jornalística do Brasil, pois no dizer de Raimundo Magalhães Júnior Sergio Porto "conseguia aquilo que Mário de Andrade desejou fazer mas não fez: aproximar-se de uma grande massa de leitores".

## Influência cultural
O próprio termo "febeapá" se incorporou na linguagem; em texto que reproduz uma fala da filósofa Marilena Chauí sobre o ranqueamento das universidades, ela por várias vezes o repete, conclamando o meio acadêmico de sua área a lutar "em nome da Filosofia, contra o Febeapá que nos assola." A autora, inicialmente, esclarecera: " Os mais jovens talvez não saibam o que seja o Febeapá... Durante a ditadura, Sérgio Porto, que se autodenominava Stanislaw Ponte Preta, escrevia uma coluna em jornais que, a seguir, foram reunidas em um livro que trazia como título Febeapá. Festival de Besteiras que Assola o País."
Em dezembro de 2015 o jornalista Alberto Villas, da revista Carta Capital, ressuscitou o termo em nove páginas onde, após relembrar a obra de Sérgio Porto, relaciona casos que, para ele, exemplificam como o febeapá continua existindo no país: o fato de o deputado Eduardo Cunha ter adquirido, em nome de uma empresa chamada "Jesus.com", três automóveis de luxo levava a concluir que "os carrões de Cunha caíram do céu"; em plena crise hídrica o governador paulista Geraldo Alckmin recebeu um prêmio da Câmara dos Deputados por sua excelente gestão à frente das empresas hídricas do estado; no Pará saiu um anúncio em jornal dizendo: "Casal evangélico precisa adotar uma menina de 12 a 18 anos que resida, para cuidar de uma bebê de 1 ano..."; o deputado  fluminense Gilmar Fernandes Quintanilha fez um projeto proibindo uso no país de sutiãs com bojo, por serem uma "propaganda enganosa" fazendo as pessoas pensarem erradamente que a mulher tenha seios firmes e avantajados - entre outras tantas "besteiras" que ocorreram naquele ano no Brasil.